# Juan Esteban Izaga
Juan Esteban Izaga (Leintz-Gatzaga, 1796 - Madrid, 1837) fou un compositor i advocat
basc.
Estudià llatí a Arrasate, i Arantzazu, i després música a Tolosa amb el pare Larramendi. El 1814 començà a estudiar jurisprudència a Oñati. Una vegada acabada la seva carrera d'advocat, es retirà a casa, dedicant-se a ensenyar música als adolescents del seu poble i establí una capella de primer orde en la parròquia de San Millán. Després guanyà per oposició, la càtedra de codís de la Universitat d'Oñati i més tard es traslladà a Madrid, on exercí el càrrec de majordom de la reina Maria Cristina.
Fou diverses vegades síndic de l'Ajuntament de Madrid, i diputat a Corts per Guipúscoa el 1834 i 1836. Tots aquest menesters no l'apartaren de la seva afició a la música, i aviat assolí renom tocant el piano en salons i component música. Són seves moltes peces profanes i religioses que es canten en el país, i a Izaga se li deuen també l'himne que cantà en el teatre del Príncep, amb acompanyament de banda militar, tambors, etc., quan la infanta Isabel fou declarada Princesa d'Astúries.
Arranjà per a piano moltes col·leccions de peces escollides, que publicà per entregues amb el títol de ?El Eco de la Opera italiana. És conegut principalment per les seves melodies populars basques.